# Ollovico
Ollovico est un roi du peuple celte des Nitiobroges (ou Nitiobriges), peuple dont le territoire est approximativement localisé dans l'actuel département de Lot-et-Garonne. Il nous est connu par une mention de Jules César, dans ses Commentaires sur la Guerre des Gaules (Livre VII, 31).

## Biographie

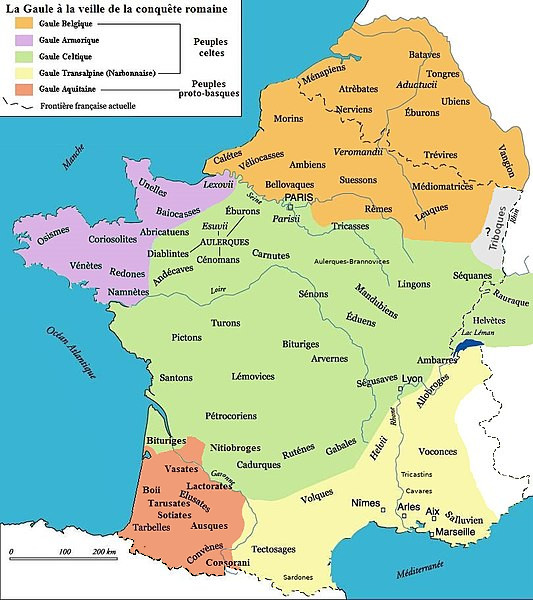
Carte des peuples celtes de Gaule.

Ollovico est le père de Teutomatos, roi des Nitiobroges, à qui le Sénat romain avait décerné le titre d'« ami ». Bien que César ne le désigne pas directement comme un roi, il l'était probablement car c'est lui qui reçoit le titre "d'amis du sénat et du peuple romain", et non pas les Nitiobroges en général.
Lors du siège d'Avaricum en 52 av. j.-C., Vercingétorix ravitaille les assiégés. Quand il met sur pied la coalition des peuples gaulois, les Nitiobriges participent en fournissant 5 000 guerriers.
« Vercingétorix travailla, suivant sa promesse, à réunir à son alliance les autres cités ; et il en gagna les chefs par des présents et par des promesses. Il choisit pour cette mission des agents adroits et prodigues de belles paroles, aux avances desquels on pouvait aisément se laisser prendre. Il a soin de fournir des vêtements et des armes aux réfugiés d'Avaricum. En même temps, pour compléter ses troupes affaiblies, il commande aux cités l'envoi d'un certain nombre d'hommes, fixe le jour où ils doivent être arrivés, et donne ordre de rechercher et de lui envoyer tous les archers, qui sont très nombreux dans la Gaule. Il a bientôt ainsi remplacé ce qui avait péri dans Avaricum. Dans l'intervalle, Teutomatos, fils d'Ollovico, roi des Nitiobroges, dont le père avait reçu de notre sénat le titre d'ami, était venu le joindre avec un corps considérable de cavalerie levé dans son pays et dans l'Aquitaine. »
— Jules César, Commentaires sur la Guerre des Gaules, Livre VII, 31.
Son nom se compose des éléments *ollo- ("grand") et *-vico ("combattant").

## Sources et bibliographie
- Venceslas Kruta, Les Celtes, Histoire et Dictionnaire, page 761, Éditions Robert Laffont, coll. « Bouquins », Paris, 2000,  (ISBN 2-7028-6261-6)
- John Haywood (intr. Barry Cunliffe, trad. Colette Stévanovitch), Atlas historique des Celtes, éditions Autrement, Paris, 2002,  (ISBN 2-7467-0187-1)
- Albert Grenier, Les Gaulois, Petite bibliothèque Payot, Paris, 1970,  (ISBN 2-228-88838-9)
- Danièle et Yves Roman, Histoire de la Gaule, Librairie Arthème Fayard, Paris, 1997,  (ISBN 2-7028-1646-0)
- Bibliographie sur les Celtes

## Wikisource
- Jules César, Commentaires sur la guerre des Gaules, Livre VII